# Embraer EMB-121
O Embraer EMB-121 "Xingu" é um avião turboélice bimotor de médio porte e cabine pressurizada, para uso executivo. Tem capacidade para transportar dois tripulantes e até nove passageiros em viagens de médio curso. Foi desenvolvido e fabricado no Brasil na década de 1970 pela Embraer, que utilizou como base o projeto de asa do turboélice bimotor para transporte regional de passageiros Bandeirante.
É o primeiro integrante do Projeto 12X da Embraer, que consiste numa família de aeronaves turboélices. Fruto  de um pioneiro trabalho de pesquisa, criação e desenvolvimento de aeronaves turboélices pressurizadas para uso executivo, militar e transporte regional de passageiros, que incluiu posteriormente o EMB-120 Brasília.
Na fase inicial de desenvolvimento do Projeto 12X, os engenheiros da fabricante contaram com o auxílio de colegas da norte-americana United Technologies, especialmente no aspecto de usinagem química, técnica necessária para fabricação de aeronaves metálicas pressurizadas.

## História

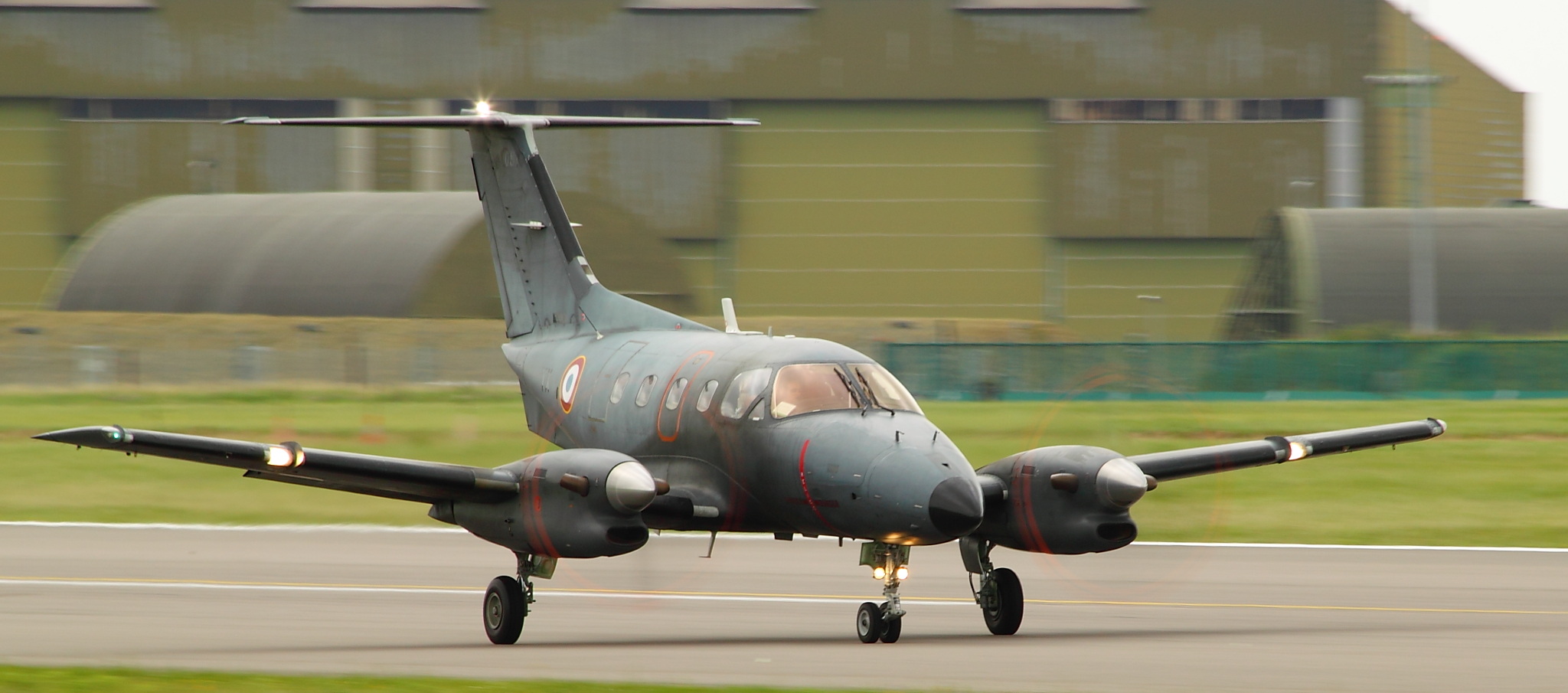
Xingu da Força Aérea Francesa

No design do Embraer Xingu foi aproveitado o projeto das asas e a motorização Pratt & Whitney PT6A da aeronave turboélice EMB-110 Bandeirante, utilizada no transporte regional de passageiros e cargas, porém a fuselagem, incluindo a seção dianteira e os estabilizadores vertical e horizontal, era completamente nova.
Os conceitos técnicos relativos à sua tecnologia inovadora de pressurização foram utilizados como base para dar origem ao modelo turboélice para transporte de passageiros EMB-120 Brasília, com mais de 350 unidades operando nos principais mercados mundiais.
Na prática, foi um projeto completamente novo de uma aeronave executiva, ainda hoje utilizada por empresas de táxi-aéreo e operadores particulares, além da Força Aérea Brasileira e da Força Aérea Francesa.

## Mercado

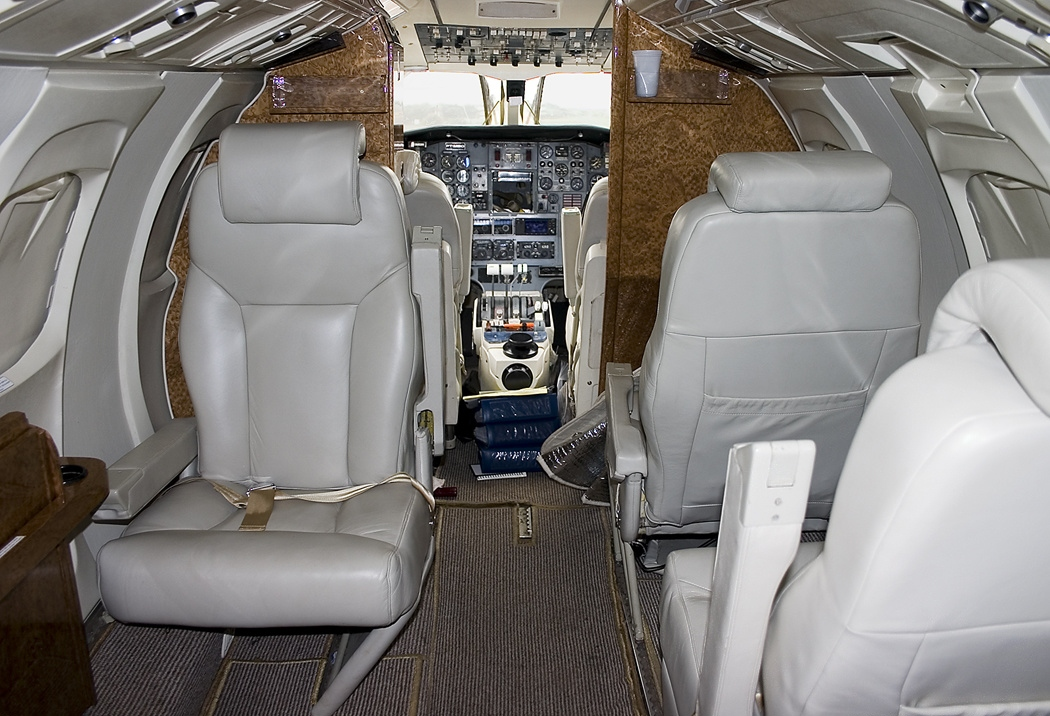
Interior de um Xingu-II

A principal configuração executiva adotada pela Embraer na cabine de passageiros, separada da cabine de pilotagem com dois assentos para piloto e co-piloto, foi de seis ou sete assentos, com porta lateral de acesso e escada embutida, corredor central na cabine de passageiros e um toalete básico ao fundo.
A rigor, o Embraer Xingu nasceu antes de 1976, mas a fase de testes e certificações das primeiras versões, incluindo os testes de pressurização, só foram concluídas no início da década de 1980. Sua velocidade de cruzeiro nas primeiras versões, com hélices de três pás, é de cerca de 410 km/h e, em versões posteriores, cerca de 430 km/h.
O projeto das asas e fuselagem, com a construção convencional em alumínio e ligas metálicas, foi certificado pelas autoridades aeronáuticas brasileiras e americanas entre o final da década de 1970 e início da década de 1980, incluindo o sistema de degelo dos bordos de ataque das asas.
Uma versão modificada e mais silenciosa, o EMB-121A1 Xingu II, foi introduzida em 4 de setembro de 1981, com motores PT6A-135, mais potentes, e uma outra versão com fuselagem ligeiramente mais espaçosa, o EMB-121B Xingu III, com motores PT6A-42, não chegou a ser produzida em série.
Em agosto de 1987 a Embraer encerrou a produção, com 106 unidades fabricadas, das quais 51 exportadas. Atualmente a Força Aérea Francesa tem o maior número de Embraer Xingu em atividade, com 43 aviões em serviço.
Na Força Aérea Brasileira, apenas o 6° ETA (Sexto Esquadrão de Transporte Aéreo), sediado na Base Aérea de Brasília, opera 3 aeronaves no transporte de autoridades governamentais e para apoio ao VI Comando Aéreo Regional.

## Ficha técnica
- Tripulação (civil): 1 piloto e 1 co-piloto
- Tripulação (militar): 1 piloto, 1 co-piloto e 1 mecânico
- Capacidade: 8 ou 9 passageiros
- Comprimento: Aprox. 12,3 metros
- Envergadura: Aprox. 15,5 metros
- Peso máximo decolagem: Aprox. 5.670 kg
- Peso Máximo de Pouso: Aprox. 5.340 kg
- Primeiro voo: 22 de outubro de 1976
- Capacidade dos tanques (QAV): 1.720 litros
- Velocidade cruzeiro: Aprox. 450 km/h
- VMC (Velocidade Mínima Controle): Aprox. 178 km/h (embandeirado)
- Vento cruzado (pouso e decolagem): Aprox. 46 km/h
- Alcance: Aprox. 2 350 quilômetros
- Teto de serviço: 28 000 pés (8 500 m)
- Pista de pouso: Aprox. 1 300 metros (lotado / dias quentes / tanques cheios)
- Motorização (potência): 2 x Pratt & Whitney PT6A (680 shp)

## Versões
- VU-9 - Força Aérea Brasileira
- EMB-121A Xingu I
- EMB-121A1 Xingu II
- EMB-121V Xingu III